# Lista dos parques nacionais do Canadá
Listagem completa dos parques nacionais do Canadá (por província). A lista inclui também duas áreas de conservação marinha.

## Colúmbia Britânica
- Parque Nacional Glacier
- Parque Nacional Gulf Islands
- Parque Nacional Gwaii Haanas e Sítio Patrimonial Haida
- Parque Nacional Kootenay
- Parque Nacional Monte Revelstoke
- Parque Nacional Pacific Rim
- Parque Nacional Yoho

## Alberta
- Parque Nacional Elk Island
- Parque Nacional Jasper
- Parque Nacional Lagos Waterton
- Parque Nacional Wood Buffalo (também nos Territórios do Noroeste)
- Parque Nacional de Banff

## Saskatchewan
- Parque Nacional Grasslands
- Parque Nacional Prince Albert

## Manitoba
- Parque Nacional Riding Mountain
- Parque Nacional Wapusk

## Ontário
- Parque Nacional Ilhas St. Lawrence
- Parque Nacional Ilhas da Baía Georgian
- Parque Nacional Marítimo Fathom Five (área de conservação marinha)
- Parque Nacional Península Bruce
- Parque Nacional Point Pelee
- Parque Nacional Pukaskwa

## Quebec
- Parque Nacional Forillon
- Parque Nacional La Mauricie
- Parque Nacional Marítimo Saguenay - São Lourenço (área de conservação marinha)
- Parque e Reserva Nacional Arquipélago Mingan

## Novo Brunswick
- Parque Nacional Fundy
- Parque Nacional Kouchibouguac

## Ilha do Príncipe Eduardo
- Parque Nacional da Ilha do Príncipe Eduardo

## Nova Escócia
- Parque Nacional Cape Breton Highlands
- Parque Nacional Kejimkujik

## Terra Nova e Labrador
- Parque Nacional Gros Morne
- Parque Nacional Terra Nova
- Parque e Reserva Nacional Montanhas Torngat

## Yukon
- Parque Nacional Ivvavik
- Parque e Reserva Nacional Kluane
- Parque Nacional Vuntut

## Territórios do Noroeste
- Parque Nacional Aulavik
- Parque Nacional Nahanni
- Parque Nacional Tuktut Nogait
- Parque Nacional Wood Buffalo (juntamente com Alberta)

## Nunavut
- Parque Nacional Auyuittuq
- Parque Nacional Quttinirpaaq
- Parque Nacional Sirmilik
- Parque Nacional Ukkusiksalik